# 33 Postcards
33 Postcards é uma co-produção chinesa e australiana, escrita e dirigida pelo Vietnamita Pauline Chan e estrelado pelo ator inglês Guy Pearce e a jovem chinesa Zhu Lin.
Rodado em 2010 com locações na China e na Austrália, 33 Postcards estreou em junho de 2011 e participou de vários festivais, entre eles os Festivais Internacionais de Melbourne, Sydney, Shanghai e Singapore.

## Sinopse
A órfão chinesa Mei Mei (Zhu Line) é patrocinada pelo australiano Dean Randall (Guy Pearce) e por mais de 10 anos os dois trocam corresponências e cartões postais, com Dean, sempre descrevendo uma vida feliz, com uma família completa e que residem num verdadeiro paraíso. Quando Mei Mei, aos 16 anos de idade, viaja para a Austrália, acompanhando o coral de crianças do orfanato em que sempre viveu, descobre que tudo que sabia sobre o seu padrinho era mentira.

## Elenco
- Guy Pearce como Dean Randall
- Zhu Lin como Mei Mei
- Claudia Karvan como Barbara
- Elaine Jin como Miss Chen
- Rhys Muldoon como Gary
- Terry Serio como Fletch
- Lincoln Lewis como Carl
- Matthew Nable como Tommy
- Kain O'Keeffe como Dave
- Claire Scott como Rubi
- Clayton Watson como Brian